# تاليامنتو
نهر تاليامـِنتو (Tagliamento) نهر في شمال شرق إيطاليا ينبع من فريولي ويصب في البحر الأدرياتيكي في مصب بين ترييستي ومدينة البندقية.